# Grides
Grides – koncertowy album grupy Soft Machine nagrany w 1970 i wydany w 2006 r. oraz DVD nagrane w marcu 1971 r.

## Historia i charakter albumu
3 października 1970 r. rozpoczęło się kolejne europejskie tournée Soft Machine. Jego ostatnim koncertem był występ w „Concertgebouw” w Amsterdamie w Holandii. W tym samym czasie, w wolnych od występów okresach, grupa nagrywała swój kolejny album, który ukaże się pod tytułem Fourth.
Według Michaela Wattsa, dziennikarza tygodnika Melody Maker, był to najlepszy koncert z trzech odbytych na terenie Holandii. Pierwszy koncert w Eindhoven rozpoczął się bardzo późno i miał niewielką publiczność dość chłodno reagującą na muzykę zespołu, który wobec braku sprzężenia zwrotnego z widzami grał dosyć ospale. Kolejny występ w Rotterdamie był już dużo lepszy, chociaż dalej „brakowało prawdziwego ognia”
Publiczność amsterdamska była do grupy nastawiona bardzo przychylnie, reagowała bardzo emocjonalnie i zespół odpowiedział na to bardzo dobrym, energicznym i dynamicznym występem. W rezultacie widzowie domagali się bisu i grupa spełniła ich życzenie.
- Zespół dokonywał już w tym okresie nagrań sesyjnych do swojego czwartego albumu i nowy materiał wykonywany na tym koncercie był jeszcze nie do końca opracowany. Były to utwory „Teeth” i „Virtually”. Wyraźnie słychać, że ta pierwsza kompozycja jest gotowa w połowie. Brak jej szczególnie spektakularnej części końcowej składającej się z efektownego sola Ratledge’a na organach. Utwór jest także inaczej skonstruowany i pewne jego elementy (zwłaszcza partia grana w rytmie na 6/4) zostaną potem poprzesuwane.

- „Virtually” był już wykonywany kilka tygodni wcześniej, bo 8 i 10 października w klubie „U Ronniego Scotta” (ang. Ronnie Scott’s) i już prezentował się bardzo zdecydowanie i zaskakująco prosto. Od tej pory jednak uległ pewnej dekonstrukcji; podczas tego występu elementy utworu został przedstawione raczej w formie dość luźno związanych modułów. Nawet główny temat kompozycji jest dość trudno ropoznawalny i grany rubato, aż do momentu, gdy Elton Dean i Mike Ratledge zaczynają grać go unisono. Część pierwsza kompozycji jest zdecydownie różna od wersji studyjnej. Na albumie jest ona właściwie „pojedynkiem” gitary basowej Hoppera z kontrabasem Roya Babbingtona.

- „Neo-Caliban Grides” Deana jest także wyraźnie daleki od swojej ostatecznej formy i to było przyczyną, że ostatecznie nie ukazał się na albumie Fourth i pojawił się dopiero na znakomitym debiutanckim albumie Deana. Caliban to jedna z postaci z Burzy Szekspira. Postać ta pojawi się później także na albumie Softs w utworze Karla Jenkinsa „Ban Ban Caliban”.

- Jak zwykle starszy materiał także legł pewnym zmianom. Dean zaczął towarzyszyć improwizacjom Ratledga wspierając go bardzo efektywnie harmonicznie na elektrycznym pianinie Hohnera. Słychać to na „Out-Bloody-Rageous”, „Esther's Nose Job” i w utworze wykonanym na bis.

Nowością na tym albumie jest także całkowity brak partii wokalnych Wyatta i to nawet w tak oczywistych momentach jak „Eamonn Andrews” czy „Esther's Nose Job”. W tym ostatnim utworze partia wokalna Wyatta wykonywana scatem została zastąpiona przez solo basowe.

## DVD
27 lutego 1971 r. zespół wyruszył na kolejne europejskie tournée. Pierwszy koncert odbył się „Høvikodden Arts Centre” w Oslo w Norwegii. Ostatnim jego akcentem był koncert na „Arts Festival” w „Deutschlandhalle” w Berlinie z takimi zespołami jak Family i Man.
Przedostatni „występ” tournée odbył się 23 marca w „Gondel Filmkunsttheater” w Bremie w Niemczech. Został on sfilmowany przez TV Radia Bremen i po zmontowaniu wyemitowany 4 dni później w programie telewizyjnym „Beat Club”.
Występ ten zasadniczo nie różnił się od ówczesnych koncertów zespołu, a więc nie szedł na żadne kompromisy. To spowodowało, iż pewne szczególnie nieortodoksyjne muzycznie fragmenty zostały wycięte przed ich emisją. Wycięto więc osiem pierwszych minut występu (z „Neo-Caliban Grides”), następnie – główny temat „Out-Bloody-Rageous” oraz powolną jego partię z Wyattem grającym na perkusji rękami.
"Grides” i „Eamonn Andrews” są tutaj wykonane w radykalnie odmiennych wersjach i „ozdobione” raczej niemodnymi już wtedy efektami wizualnymi przez TV. W tym ostatnim utworze Wyatt wykonuje partię wokalną wykorzystując tekst z „Hope for Happiness”.
Zespół zaprezentował także nową kompozycję Ratledge’a „All White", która zostanie wydana na albumie Fifth.
To wideo jest właściwie jedyną szansą na zobaczenie klasycznego kwartetu grupy.

## Muzycy
- Mike Ratledge – organy, elektryczne pianino
- Robert Wyatt – perkusja, wokal
- Hugh Hopper – gitara basowa

## Spis utworów
Pierwsze zestaw
| 1. | Facelift (Hopper)             | 6:59  |
|    |                               |       |
| 2. | Virtually (Hopper)            | 15:34 |
|    |                               |       |
| 3. | Out-Bloody-Rageous (Ratledge) | 8:12  |
|    |                               |       |
| 4. | Neo-Caliban Grides (Dean)     | 10:12 |
|    |                               |       |
|    |                               | 40:57 |
|    |                               |       |
Drugi zestaw
| 1. | Teeth (Ratledge)                                 | 8:03  |
|    |                                                  |       |
| 2. | Slightly All the Time (Ratledge)                 | 10:34 |
|    |                                                  |       |
| 3. | Eamonn Andrews (Ratledge)                        | 1:36  |
|    |                                                  |       |
| 4. | Esther's Noise Job (Ratledge)                    | 11:22 |
|    |                                                  |       |
| 5. | Slightly All the Time/Noisette (Ratledge/Hopper) | 6:43  |
|    |                                                  |       |
|    |                                                  | 38:18 |
|    |                                                  |       |

## Opis płyty
Dysk audio
- Data nagrania CD – 25 października 1970
- Miejsce – Concertgebouw, Amsterdam, Holandia
- Remastering – Michael King
- Studio – Sounds Good, Kanada

Dysk audio-wideo
- Data nagrania DVD – 23 marca 1971
- Miejsce – TV studio Radia Bremen
- Reżyser – Mike Leckebusch
- Inżynier dźwięku – Otto G. Hühn
- Operator pierwszej kamery – Martin Heuer
- Operatorzy innych kamer – Jochen Theundert, Dieter Frank, Wilfried Scheidl
- Konwersja na system NTSC – Dave Davis/QCA
- Remasternig dźwięku na DVD – Brad Blackford/Euphonic Mastering

Całość
- Kierowanie wydaniem – Steven Feigenbaum
- Fotografia na okładce – Shep Shepherd
- Projekt graficzny CD – Bill Ellsworth
- Tekst we wkładce – Aymeric Leroy
- Czas nagrania – 77:46
- Firma nagraniowa – Cuneiform USA
- Numer katalogowy – Rune 230/231
- Data wydania – 2006[5]